# Il boss delle torte - La sfida (prima edizione)
La prima stagione di Il boss delle torte - La sfida è stata girata presso uno studio creato all'interno dello Hudson County Community College Culinary Arts Institute a Jersey City nel New Jersey. In America è stato trasmesso a partire dal 6 dicembre 2010 fino al 24 gennaio 2011. Dana Herbert, il vincitore della serie, ricevette come premio 50.000 dollari, una Chevrolet Cruze e un apprendistato presso la Pasticceria da Carlo a Hoboken, New Jersey. In seguito alla vittoria, Dana è apparso in alcuni episodi de Il boss delle torte, ma tornò a lavorare presso la sua pasticceria.
Mentre in America ad ogni puntata viene dato un titolo, in Italia, invece, ci si riferisce alla puntata con il suo numero in serie.

## Sigla iniziale
La sigla iniziale della prima serie de Il boss delle torte - La sfida vede tutti i concorrenti in una guerra del cibo e il nome dei vari concorrenti che appare di volta in volta. Verso la fine Buddy esce da una porta e dice "Qui si mette male!" evitando torte volanti.
La sigla iniziale è stata anche utilizzata come promo della serie, con in sottofondo la canzone Sugar, Honey, Honey degli The Archies.

## Concorrenti
I dieci concorrenti che hanno partecipato al reality show sono stati:
| Concorrente         | Età | Occupazione                                                                                           | Città                   |
| ------------------- | --- | --- | ----------------------- |
| Brian Stevens       | 37  | Proprietario del Crazy Cakes Inc.                                                                     | Austin, Texas           |
| Corina Elgart       | 32  | Proprietaria del Taste                                                                                | Huntington, New York    |
| Dana Herbert        | 34  | Proprietario e Capo pasticciere del Desserts By Dana; Capo cuoco del Delaware River and Bay Authority | Bear, Delaware          |
| Greggy Soriano      | 26  | Wedding Cake Designer e proprietario del Cake Lush                                                    | Jersey City, New Jersey |
| Jay Qualls          | 42  | Presidente e Cake Designer del Maples Wedding Cakes                                                   | Nashville, Tennessee    |
| Joseph "Joe" Glaser | 47  | Proprietario e Capo pasticciere de La Bella Torte                                                     | New York                |
| Johanna Lyons       | 29  | Co-proprietaria del Sugar Plum Bakery                                                                 | Hanson, Massachusetts   |
| Kendra Jordan       | 31  | Insegnante di inglese                                                                                 | Emporia, Virginia       |
| Megan Rountree      | 23  | Proprietaria del Legacy Cakes                                                                         | Keller, Texas           |
| Pamela Ahn          | 29  | Ingegnere elettrico e proprietraria del PamCakes                                                      | Washington, D.C.        |

## Tabella eliminazioni
| Piazzamento | Concorrente                     | Episodio 1 | Episodio 2 | Episodio 3                  | Episodio 4 | Episodio 5 | Episodio 6 | Episodio 7 | Episodio 8 | Episodio 8 |
| ----------- | ------------------------------- | ---------- | ---------- | --------------------------- | ---------- | ---------- | ---------- | ---------- | ---------- | ---------- |
|             | Vincitori sfida del pasticciere | Joe        | Megan      | Corina Johanna Megan Pamela | Megan      | Jay        | Jay        | -          | Dana       | Dana       |
| 1           | Dana                            | SALVO      | PRIMI 3    | PRIMO                       | SALVO      | PRIMI 3    | PRIMI 3    | PRIMO      | PRIMO      | VINCITORE  |
| 2           | Megan                           | PRIMI 3    | PRIMA      | ULTIMI 4                    | SALVA      | ULTIMI 3   | ULTIMI 3   | SALVA      | SALVA      | SECONDA    |
| 3           | Corina                          | SALVA      | ULTIMI 2   | ULTIMI 4                    | SALVA      | PRIMA      | ULTIMI 3   | ULTIMI 3   | TERZA      |            |
| 4           | Brian                           | SALVO      | SALVO      | PRIMI 4                     | ULTIMI 2   | PRIMI 3    | PRIMI 3    | ELIMINATO  |            |            |
| 5           | Jay                             | SALVO      | PRIMI 3    | PRIMI 4                     | SALVO      | ULTIMI 3   | PRIMO      | ELIMINATO  |            |            |
| 6           | Joe                             | ULTIMI 3   | RITIRATO   |                             |            |            | ELIMINATO* |            |            |            |
| 7           | Greggy                          | PRIMO      | SALVO      | PRIMI 4                     | SALVO      | ELIMINATO  |            |            |            |            |
| 8           | Pamela                          | ULTIMI 2   | SALVA      | ULTIMI 2                    | ELIMINATA  |            |            |            |            |            |
| 9           | Johanna                         | PRIMI 3    | ULTIMI 3   | ELIMINATA                   |            |            |            |            |            |            |
| 10          | Kendra                          | ELIMINATA  |            |                             |            |            |            |            |            |            |

     (VINCITORE) Il concorrente ha vinto lo show
     (SECONDO) Il concorrente si è piazzato al secondo posto
     (TERZO) Il concorrente si è piazzato al terzo posto
     (PRIMO) Il concorrente ha vinto la puntata
     (PRIMI 3 (4)) I concorrenti hanno realizzato la miglior torta, ma non hanno vinto
     (SALVO) I concorrenti salvati e che accedono alla puntata successiva
     (ULTIMI 3 (4)) I concorrenti hanno realizzato la torta peggiore, ma non sono stati eliminati
     (ULTIMI 2) I concorrenti hanno realizzato la torta peggiore e che sono stati gli ultimi ad accedere alla puntata successiva
     (ELIMINATO) I concorrenti che sono stati eliminati
(*) Il concorrente è stato richiamato a partecipare alla competizione, ma è stato eliminato nella stessa puntata

## Episodi
| nº | Titolo originale            | Titolo italiano | Prima TV USA     | Prima TV Italia |
| -- | --------------------------- | --------------- | ---------------- | --------------- |
| 1  | Celebrate Good Times, C'mon | Episodio 1      | 6 dicembre 2010  |                 |
| 2  | Do Not Pass "Go"!           | Episodio 2      | 13 dicembre 2010 |                 |
| 3  | Tis The Season To Be Jolly! | Episodio 3      | 20 dicembre 2010 |                 |
| 4  | It's Dyn-O-Mite!            | Episodio 4      | 27 dicembre 2010 |                 |
| 5  | 3-2-1 Blast Off!            | Episodio 5      | 3 gennaio 2011   |                 |
| 6  | Here Comes The Bride!       | Episodio 6      | 10 gennaio 2011  |                 |
| 7  | Pedal To The Metal          | Episodio 7      | 17 gennaio 2011  |                 |
| 8  | The Big Finale!             | Episodio 8      | 24 gennaio 2011  |                 |

### Episodio 1
- La sfida del pasticciere: Per la prima sfida del pasticciere, ogni concorrente aveva due ore di tempo per preparare una torta a loro scelta. Buddy e il cognato Mauro erano i giudici. Joe ha vinto la sfida con la sua torta all'olio di rosmarino. La ricompensa è stata l'immunità.
- Sfida ad eliminazione: Ogni concorrente aveva nove ore di tempo per preparare una torta riguardante una festività o un momento della loro vita. Buddy, Mauro e Mary, una delle sorelle di Buddy, erano i giudici. La sfida è stata vinta dalla torta per i "Dolci sedici anni" di Greggy. Tra le prime tre ci sono anche la torta di Halloween di Johanna e la torta di Megan che celebra il suo cane. La torta peggiore è stata quella di Joe che celebrava la "Festa del Giglio", ma avendo l'immunità Joe era salvo. Le torte peggiori erano anche quelle di Kendra, dedicata allo sport, e quella di Pamela dedicata al "Capodanno Cinese".
- L'eliminazione: Buddy ha deciso di eliminare Kendra.
- Note: Inizialmente la durata era di 75 minuti, ridotti a 60 minuti per adattare gli episodi alle richieste del network televisivo

### Episodio 2
- La sfida del pasticciere: Ogni concorrente aveva due ore di tempo per preparare un cupcake usando il tipo di torta indicato loro tramite un indizio. Buddy e il cognato Joey erano i giudici. Megan ha vinto la sfida con il suo devil cupcake mentre Pamela è arrivata seconda con il suo red velvet cupcake. I peggiori sono stati Joe con il suo cupcake alla carota e Greggy con il suo cupcake alle banane caramellate.
- Sfida ad eliminazione:Tre squadre da tre concorrenti ognuna, avevano undici ore di tempo (tre il primo giorno e otto il secondo) per preparare una torta per il 75º anniversario di Monopoly. Buddy, Joey e un rappresentante della Hasbro erano i giudici. Le tre squadre erano composte da: Megan con Dana e Jay, Pamela con Greggy e Brian, Joe con Corina e Johanna. La squadra di Megan ha vinto la sfida, la torta della squadra di Pamela è stata considerata buona e i concorrenti hanno potuto accedere alla puntata successiva. La torta della squadra di Joe è stata considerata la peggiore.
- L'eliminazione: Joe disse che avrebbe lasciato la competizione in quanto Corina era una decoratrice migliore di lui, Buddy, accettando la cosa, ha mandato a casa Joe.

### Episodio 3
- La sfida del pasticciere: I concorrenti vennero divisi in due squadre da quattro: ragazzi contro ragazze. Ogni squadra doveva realizzare una torta a tre piani a tema natalizio come quella fatta da Buddy (realizzata in cinque minuti). Le ragazze, dopo 34 minuti, finirono la torta e vinsero la sfida. Ma non c'era nessun premio.
- Sfida ad eliminazione: Le stesse squadre doveva realizzare una torta a tema natalizio alta almeno 90 cm per una raccolta fondi per la American Cancer Society presso un college. Inoltre avrebbero dovuto preparare una cena italiana per i partecipanti. Le torte sarebbero state giudicate dai ragazzi del college, mentre le cene sarebbero state giudicate da George Duran presentatore dello show Torte da record. I ragazzi vinsero in entrambe le sfide e decisero che il migliore tra loro era Dana, al quale vennero dati 10.000 dollari. Dana decise di dividere i soldi con gli altri membri della squadra dando ad ognuno 2.500 dollari.
- L'eliminazione: La squadra delle ragazze perse la sfida soprattutto a causa della torta che non stette in piedi. Le ragazze avrebbero deciso chi mandar via. Corina scelse Pamela, mentre questa scelse Johanna. Buddy decise che Johanna avrebbe lasciato la competizione.

### Episodio 4
- La sfida del pasticciere: Ogni concorrente doveva rompere perfettamente due dozzine di uova, preparare il guscio per una torta e creare un fiore col cioccolato plastico; il primo che avesse finito, avrebbe vinto. Megan vinse la sfida e come premio ricevette l'immunità. Scelse inoltre le persone con cui lavorare per la sfida successiva: Jay, Dana e Brian. Ma Buddy decise che avrebbe lavorato con gli altri concorrenti rimasti: Greggy, Pamela e Corina.
- Sfida ad eliminazione: Le squadre avevano undici ore di tempo (quattro il primo giorno e sette il secondo) per preparare una torta per il 20º anniversario della extreme fx, una società di effetti speciali. La torta doveva essere alta almeno 90 cm, avere effetti speciali e pirotecnici. Durante la competezione Brian si è ustionato la mano, mentre Megan è dovuta essere trasportata in ospedale perché un motore le cadde addosso. Una volta finite le torte sono state trasportate in un campo distante 45 minuti dal college, dove Buddy, suo cugino Frankie e alcuni rappresentanti della extreme fx avrebbero giudicato le torte. La torta di Jay, Dana e Brian è stata considerata la migliore, non così per gli effetti pirotecnici. Per questo motivo la sfida non ha avuto un vincitore ed entrambe le torte sono state fatte saltare in aria.
- L'eliminazione: Brian e Pamela vennero considerati i peggiori all'interno delle singole squadre. Buddy decise che Pamela avrebbe lasciato la competizione.

### Episodio 5
- La sfida del pasticciere: Ogni concorrente aveva 30 minuti per ricoprire una torta con fondente e completarla con un fiocchio. Dana e Megan crearono le torte peggiori, mentre Corina e Jay figurarono tra i migliori. Il vincitore della sfida fu Jay. Corina e Jay divennero i leader delle due squadre.
- Sfida ad eliminazione: Le squadre avevano undici ore di tempo (divise in due giorni) per preparare una torta a tema spaziale per il sesto compleanno del figlio di Buddy, Buddy Jr. Buddy, Grace, una delle sorelle di Buddy, e Lisa, la moglie di Buddy, erano i giudici. Le due squadre erano così composte: Corina, Dana e Brian contro Jay, Megan e Greggy. La torta della squadra di Jay venne considerata come poco artistica e originale, mentre quella della squadra di Corina venne considerata la migliore.
- L'eliminazione: Jay e Megan dissero che Greggy avrebbe dovuto lasciare lo show. Buddy accettò e Greggy lasciò la competizione.

### Episodio 6
- La sfida del pasticciere: Ogni concorrente aveva 45 minuti per decorate una torta nuziale con cordoncini decorativi. Tutti i concorrenti fecero un buon lavoro, quindi nessuno fu definitivo come peggiore. Jay vinse la sfida. Jay decise che per la sfida ad eliminazione avrebbe lavorato con Corina e Megan, mentre Dana avrebbe lavorato con Brian. Buddy però spostò Jay nell'altra squadra. Inoltre Joe fece ritorno nella competizione perché Buddy decise di dargli una seconda opportunità. Joe si unì a Corina e Megan.
- Sfida ad eliminazione: Le squadre avevano sei ore di tempo per preparare una torta nuziale per una sposa. Buddy, il cognato, Joey e il wedding planner della sposa erano i giudici. Le due torte vengono portate in cima ad un edificio per un servizio fotografico, invece le torte vengono spinte di sotto. Buddy dà ai concorrenti quattro ore di tempo per rifare le torte. La torta di Dana, Jay e Brian fu la torta vincente.
- L'eliminazione: Buddy annunciò che avrebbe eliminato due concorrenti. Joe, Corina e Megan furono considerati i peggiori. Alla fine, però, Buddy decise di eliminare soltanto una persona: Joe.

### Episodio 7
- Sfida ad eliminazione: La puntata iniziò senza la sfida del pasticciere, ma direttamente con la sfida ad eliminazione, nella quale ogni concorrente aveva otto ore di tempo per preparare una torta ispirata alla Chevrolet Cruze, che sarebbe stata parte del montepremio per il vincitore della competizione. Buddy, Mauro e un rappresentante della Chevrolet erano i giudici. La torta migliore fu quella di Dana, seguite da quelle di Corina e di Megan.
- L'eliminazione: In questo episodio Buddy eliminò due concorrenti: Jay e Brian.

### Episodio 8
L'episodio finale della stagione, della durata di 90 minuti, viene girato dalla Pasticceria da Carlo a Hoboken per la settimana.
- La sfida del pasticciere: Ogni concorrente aveva 1 minuto per pulire un separatore di grasso della pasticceria. Il concorrente con il separatore di grasso più pulire avrebbe vinto. Dana si aggiudicò la sfisa.
- Sfida ad eliminazione: In un periodo di 24 ore, iniziato alle 18.00, i concorrenti dovevano preparare: 40 torte e 200 pasticcini a loro scelta, inoltre dovevano preparare una torta che celebrasse lo spirito di Hoboken. Ogni concorrente aveva a disposizione tre dipendenti dello staff della Pasticceria da Carlo: un impiegato, un fornaio e un decoratore. Il tutto doveva essere pronto entro le 7 del mattino, da quel momento in poi ogni concorrente aveva due ore di tempo per vendere il maggior numero di prodotti, ricevendo in cambio dei biglietti: 5 per le torte e uno per ogni pasticcino. I concorrenti con il maggior numero di biglietti avrebbe continuato la competizione. Dopo le due ore, Dana aveva ottenuto più biglietti, mentre Corina ne aveva ottenuti di meno, dovendo così lasciare la gara.
- La finale: Durante l'ultima sfida Megan e Dana avevano quattro ore per finire la torta sullo spirito di Hoboken. I giudici erano Buddy, sua madre Mary e il sindaco di Hoboken Dawn Zimmer. Alla fine Buddy dichiarò Dana "pasticciere emergente" dandogli la giacca della Pasticceria da Carlo.